# Zoran Borojevic
Zoran Borojevic (Nijmegen, 14 april 1978) is een Nederlands voormalig profvoetballer.
Hij speelde eerst enkele jaren bij de N.E.C.-jeugd. Op 23 augustus 1997 debuteerde hij bij dezelfde club op het hoogste niveau. Hij speelde echter maar twee competitie- en twee KNVB-bekerwedstrijden in het eerste elftal.
In 1998 vertrok hij naar amateurclub SCH. Vanaf 2001 speelde hij tot het einde van seizoen 2008-2009 bij VV De Bataven. Daarna deed hij een stapje terug en ging hij bij VV Alverna voetballen. In 2014 stopt hij bij Stormvogels '28 met voetballen en gaat met VV Keizerstad trainen. In 2018 werd hij trainer bij SV Blauw Wit en in 2019 bij VV Alverna. In het seizoen 2023/24 trainde hij Eendracht '30.